# Nieściszalni
Nieściszalni (ang. Sound of Noise) – szwedzko-francusko-duński film muzyczny z elementami komedii kryminalnej z  2010 roku. Początkowo jako polski tytuł obrazu funkcjonowało dosłowne tłumaczenie z oryginału Brzmienie hałasu, jednak przed premierą produkcji dystrybutor zdecydował o nadaniu tytułu Nieściszalni.
Projekt otrzymał dofinansowanie w wysokości miliona koron od Szwedzkiego Instytutu Filmowego.

## Obsada
- Bengt Nilsson – Warnebring
- Sanna Persson – Sanna
- Magnus Börjeson – Magnus
- Marcus Boij – Marcus
- Fredrik Myhr – Myran
- Anders Vestergård – Anders
- Johannes Björk – Johannes
- Anders Jansson – Bosse
- Dag Malmberg – Örjan

## Produkcja
Zdjęcia kręcono w Malmö.

## Nagrody i festiwale
Nieściszalni w 2010 roku zostali zaprezentowani podczas MFF w Cannes w ramach Tygodnia Krytyki i zdobyli tam wyróżnienie studentów szkół filmowych. Film spotkał się również z pozytywnym przyjęciem na Warszawskim Międzynarodowym Festiwalu Filmowym, gdzie otrzymał nagrodę publiczności. Obraz prezentowany był również podczas MFF w Karlowych Warach, Gindou, Gandawie, Sztokholmie, Palm Springs, Augsburgu oraz San Francisco.